# Elisedd ap Gwylog
Elisedd ap Gwylog (690? - 755?), également connu sous le nom d'Elise ou Eliseg, était un roi de Powys.

## Règne
Peu de choses nous sont parvenues du règne d'Elisedd. Il était le fils de Gwylog ap Beli actif vers 700 et descendait de Brochwel Ysgythrog. Il aurait repris le Powys alors que celui-ci était occupé par les Anglo-Saxons.
Il est possible que Elisedd ait été le souverain ou du moins le chef de guerre qui commnandait les Gallois vers 708 à l'époque des conflits sur la frontière, évoqués dans la Vie de Guthlac sous le règne du roi Cenred de Mercie.

## Le Pilier d'Eliseg
Son arrière-petit-fils, Cyngen ap Cadell mort à Rome vers 855 a érigé une colonne à sa mémoire qui se dresse près de l'abbaye de Valle Crucis connue sous le nom de Pilier d'Eliseg. Le Pilier trace la généalogie du roi au-delà de Vortigern jusqu'à l'usurpateur de l'Empire romain d'Occident Magnus Maximus. Le fait que ce Pilier ait été érigé à Llangollen bien en deçà de la frontière galloise démontre que les gains territoriaux du roi ne furent pas permanent
Le texte latin inscrit sur la colonne est très difficile à lire de nos jours, mais était apparemment plus clair du temps d'Edward Lhuyd lorsque celui-ci les retranscrivit. La traduction de la partie concernant Elisedd est la suivante:
+ CONCENN FILIUS CATELL CATELL 

FILIUS BROHCMAIL BROHCMA(i)L FILIUS 

ELISEG FILIUS GUOLLAUC 

+ CONCENN ITAQUE PRONEPOS ELISEG 

EDIFICAUIT HUNC LAPIEM PRO AUO 

SUO ELISEG + IPSE ELISEG QUI NEC (?) 

XIT HEREDITATEM POUO(i)S..... 

...PER VIII [ANNOS (?)] E POTESTATE ANGLO 

RUM IN GLADIO SUO PARTA IGNE 

[+ QUIC]UMQUE RECIT[A]UERIT MANESCRIP 

[TUM LAPID]EM DET BENEDICTIONEM SUPE 

[R ANIMA]M ELISEG + 

Concenn fils de Catell, Catell fils de Brochmail, Brochmail fils d'Eliseg, Eliseg fils de Guoillauc
Et ce Concenn, arrière-petit-fils d'Eliseg érigea cette stèle pour son bisaïeul Eliseg
Le même Eliseg qui rassembla l'héritage de Powys... hors du pouvoir des Angles de son épée et par le feu
Puisse quiconque répétant cet écrit bénir l'âme d'Eliseg
Son fils, Brochfael lui succéda.